# 永興大石墓群
永興大石墓群位於四川省涼山彝族自治州德昌縣，文物遺址年代判定為戰國至西漢。2007年6月1日公佈為四川省第七批文物保護單位。